# Itapevi
Itapevi ist ein Município im Südwesten des Bundesstaates São Paulo in Brasilien. In der Gemeinde lebten auf einer Gemeindefläche von rund 82,7 km² am 1. Juli 2021 schätzungsweise 244.131 Einwohner, die Itapevienser genannt werden.

## Geschichte
Der Ort entstand im 18. Jahrhundert. Am 10. Juli 1875 wurde die erste Eisenbahnstation eingeweiht. Nach einer Volksabstimmung im Jahr 1958 stimmte die überwiegende Mehrzahl der Einwohner für die Autonomie der Gemeinde. Am 18. Februar 1959 wurde Itapevi offiziell ein Município.

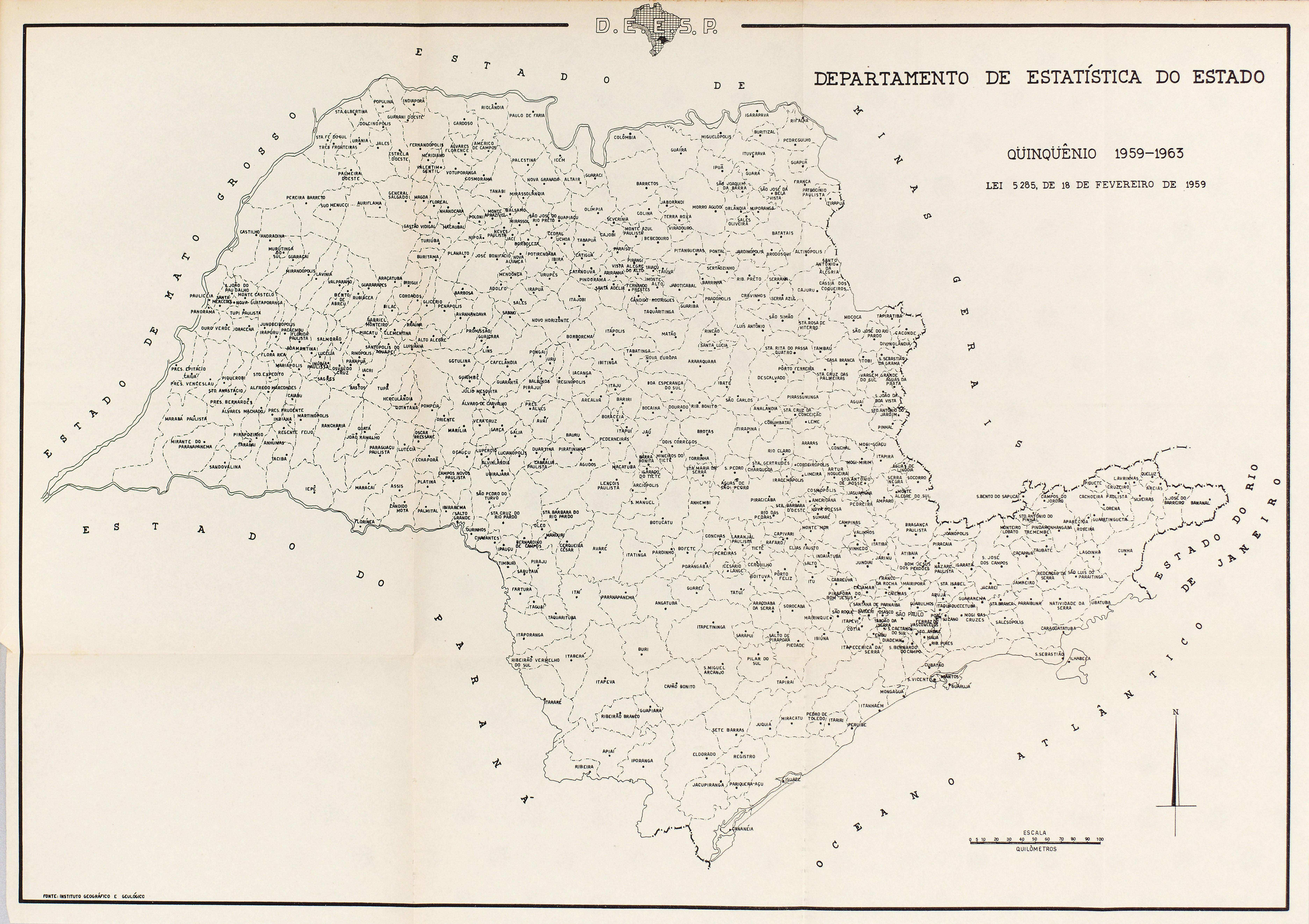
Karte des Bundesstaates São Paulo (1959).

Der erste Bürgermeister der Gemeinde war Rubens Caramez.

## Einwohnerentwicklung
Die Zahl der Einwohner ist seit 1960 kontinuierlich angestiegen (siehe Tabelle).
| 1960   | 1970   | 1980   | 1991    | 1996    | 2000    | 2010    | 2021    |
| ------ | ------ | ------ | ------- | ------- | ------- | ------- | ------- |
| 10.041 | 27.569 | 53.441 | 107.983 | 133.523 | 162.433 | 200.769 | 244.131 |

## Bürgermeister
- Sérgio Montanheiro (1997–2000)
- Dalvani Anália Nasi Caramez (2001–2004)
- Maria Ruth Banholzer[4] (2005–2008 und 2009–2012)
- Jaci Tadeu da Silva (2013–2016)
- Igor Soares Ebert (2017–2020)
- Igor Soares Ebert (2021–2024)